# Regno dei Gododdin

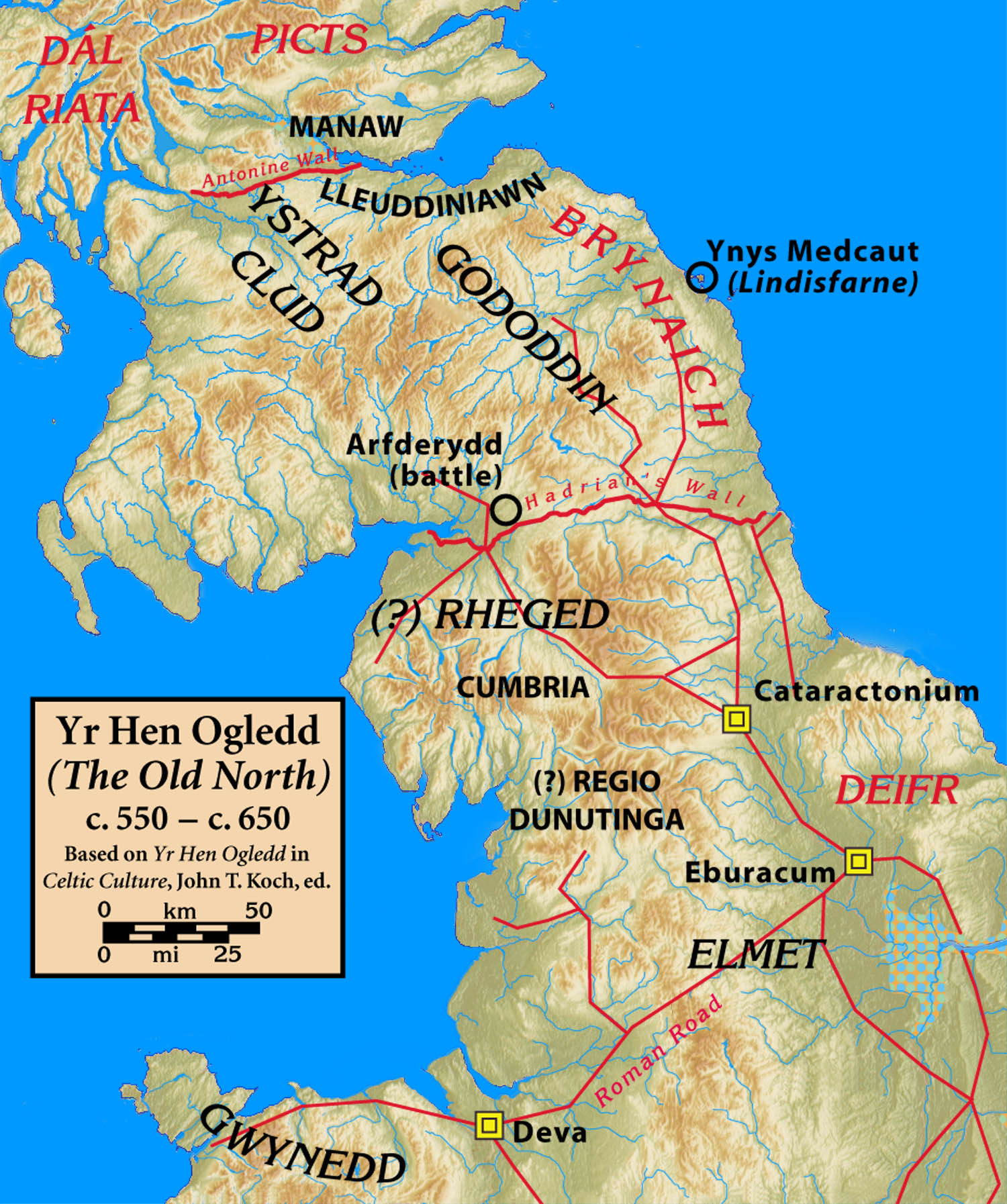
L'Inghilterra settentrionale tra il VI e VII secolo d.C.

Il regno dei Gododdin (pronuncia [go'doðin]) era uno stato britannico che nacque agli inizi del V secolo (dopo la partenza dei romani dalla Britannia), in quelli che erano stati i territori della tribù dei votadini (dal cui nome celtico, goutodin, deriva Gododdin). I votadini erano un popolo celtico del nord-est della Britannia, di cui parlano fonti latine, tra cui Claudio Tolomeo, geografo del II secolo.
Il regno è conosciuto soprattutto in quanto sulle sue vicende si incentra il poema epico gallese Y Gododdin (VII secolo), attribuito ad Aneirin.

## Geografia
Non si conosce con precisione l'estensione del regno, che forse andava dall'area di Stirling al Northumberland (zona del regno di Bernicia, includendo l'odierno Lothian e i Borders orientali della Scozia. Confinava a ovest col regno britannico dello Strathclyde (Srath Chluaidh in gaelico e Ystrad Clud in gallese), e a nord dai pitti (Pittavia).
Quelli che vivevano attorno a Clackmannanshire erano conosciuti come Manaw Gododdin (Watson, 1926; Jackson, 1969). Secondo la tradizione, i re vissero sia a Traprain Law sia a Din Eidyn (Edimburgo, ancora conosciuta come Dùn Éideann in gaelico scozzese), e forse anche a Din Baer (Dunbar).

## Storia
Al tempo dell'occupazione romana dell'isola, i votadini erano alleati dell'Impero, riconosciuti come tali anche da Magno Massimo nel 383. 
Quando i romani lasciarono la Britannia attorno al 410, Coel Hen ("Coel il Vecchio"), che secondo lo storico John Morris sarebbe stato l'ultimo dux Britanniarum romano, che risiedeva nella città di Eburacum (York), continuò a esercitare probabilmente il proprio dominio sulla regione, come re indipendente nella Britannia del nord (comprese forse le terre dei votadini). Quest'area fu conosciuta nella poesia e nelle fonti successive col nome di Y Gogledd Hen ("il Vecchio Nord"). Nella sua Historia Brittonum, Nennio (VIII-IX secolo) sostiene che Cunedda dei Gododdin, genero di Coel Hen, abbia guidato una banda di guerrieri nel Galles, forse attorno al 440, stabilendosi nella parte settentrionale del paese, dove diede vita al regno del Gwynedd.
Gli angli si impadronirono nel VI secolo del Bryneich, che prese il nome di Bernicia. Attorno al 600 circa 300 uomini dei Gododdin caddero nella battaglia di Catraeth (probabilmente Catterick nello Yorkshire settentrionale), come ricorda l’Y Gododdin, poema epico attribuito ad Aneirin. Nel 638 Din Eidyn fu assediata e forse cadde in mano agli angli: i Gododdin sembrano essere finiti sotto il controllo della Bernicia attorno a quel tempo. Dal 954 quest'area passò poi sotto il controllo del regno danese di York. Nel 1018 Malcolm II portò invece questa regione fino al fiume Tweed sotto il controllo della Scozia.

## Sovrani e Principi
Ford identifica i re dei Gododdin con quelli del Lothian e suggerisce che essi siano ricordati nel Pedigree 16 delle Harleian MS 3859. Re Leudono, da cui prese nome il Lothian, è ricordato nella locale leggenda di San Mungo). Nella sua Historia Brittonum, Nennio (VIII-IX secolo) sostiene che Cunedda dei Manaw Gododdin, genero di Coel Hen, abbia guidato una banda di guerrieri nel Galles, forse attorno al 440, stabilendosi nella parte settentrionale del paese, dove diede vita al regno del Gwynedd.
I maggiori sovrani e principi conosciuti del regno di Gododdin sono:
- Lot Luwddoc (Leudono), re
- Gwalchafed, principe
- Gawain Gwalltafwyn, re
- Cawrdaf
- Medraut, principe